# Wingman

Wingman é um termo utilizado na cultura popular para o papel que uma pessoa pode ter quando um amigo precisa de apoio para se aproximar de potenciais parceiros românticos. Um wingman é alguém que está "por dentro da situação" e é usado para ajudar um amigo a ser bem-sucedido em conquistas amorosas. Em geral, o wingman de uma pessoa irá ajudá-la a evitar a atenção de possíveis parceiros indesejáveis ou a atrair parceiros desejáveis, ou ambos.

## Origem do termo
O termo é muito popular principalmente na cultura norte-americana, onde em filmes e séries há o constante uso da expressão para caracterizar as investidas amorosas feitas com a ajuda de um amigo.
A origem veio da aviação de combate, com o uso da expressão em muitas comunidades militares de aviação. Os pilotos quando voam em formação, são treinados para atacar e defender em duplas para que assim um possa auxiliar/proteger o outro, e os mesmos se referem aos seus parceiros como "wingman" ("homem da asa" em tradução literal, ou "ala", em tradução livre). A popularização do termo na cultura social norte-americana se deu com o filme Top Gun, de 1986, onde o termo foi introduzido exatamente traçando um paralelo entre os pilotos de combate e parceiros de conquista. Quando traduzido para o português, o termo pode se transformar em "braço-direito" ou até "co-piloto".

## Forma de atuação
Costumeiramente, o wingman é a pessoa que terá o papel de facilitar a abordagem e enaltecer o parceiro de conquistas, que pode ser feito de maneiras positivas, como elogios, confirmação de informações ditas (que normalmente são informações mentirosas ou exageradas), ou então até mesmo de forma negativa, agindo de forma rude ou fazendo papel de bobo, para que então o seu parceiro possa se destacar bancando o herói.
Um wingman também pode ter a função de ser o responsável pelo controle emocional do parceiro, controlando a ingestão de álcool ou até mesmo impedindo que o parceiro tome decisões que podem gerar consequências irreparáveis.
Apesar do termo remeter à aviação e caracterizar os homens como os "pilotos" e as mulheres como os "alvos", o termo também pode ser utilizado para as mulheres que saem como parceiras de conquista. É possível inclusive que um homem seja o wingman para uma mulher e vice-versa.

## Wingmanem Hollywood
A disseminação do termo se deu, principalmente, graças aos filmes e séries norte-americanos. Como descrito anteriormente, o responsável pelo "surgimento" da expressão foi o filme Top Gun, com Tom Cruise, onde os pilotos vão para os bares em dupla para flertar com as mulheres, reproduzindo a estratégia de batalha. Mas também é amplamente utilizado em outros sucessos de bilheteria, tais como:
- Wedding Crashers: Vince Vaughn e Owen Wilson retratam uma clássica dupla de conquistadores que atuam como wingman um para o outro. O termo é utilizado inúmeras vezes durante o filme;
- How I Met Your Mother: a expressão também é utilizada com muita frequência na série com o personagem Barney Stinson (interpretado por Neil Patrick Harris), que durante a série atua como wingman, ou então convoca os outros personagens (inclusive personagens femininas) para que atuem como wingman para si. No episódio "The Slutty Pumpkin", Barney aparece vestido como um piloto de caças e convoca Ted para ser seu wingman, em clara referência a Top Gun.